# Cannelle marron
Pour les articles homonymes, voir Cannelle (homonymie) et Bois de cannelle.
Ocotea obtusata
Espèce
Classification phylogénétique
La Cannelle marron, également localement appelée Ocotée obtuse (Ocotea obtusata), est une espèce de plantes à fleurs de la famille des Lauracées. C'est un arbre endémique des Mascareignes. Il est présent à l'île Maurice ainsi qu'à La Réunion, où il est assez commun.

## Dénominations
- Nom scientifique valide : Ocotea obtusata (Nees) Kosterm.[1] ;
- Nom normalisé (nom technique) FAO : Cannelle marron[2] ;
- Noms vulgaires (vulgarisation scientifique) recommandés ou typiques en français : Ocotée obtuse[3] ou Cannelle marron[3],[4],[5] ;
- Autres noms vulgaires ou noms vernaculaires (langage courant) pouvant désigner éventuellement d'autres espèces : bois de cannelle[5], bois de cannelle blanc[3],[4], bois de cannelle marron[3],[4], cannelle[3],[4],[5] (français, La Réunion).

## Description
C'est une espèce des forêts humides qui supporte un large gradient altitudinal (de 300 à 2 000 mètres) et donc thermique. En forêt mégatherme, l'arbre peut atteindre quinze mètres alors qu'en forêt mésotherme c'est plutôt un arbuste de trois à dix mètres
Ses fruits ressemblent à de petits glands.